# Kéti Garbí
Kéti Garbí (en grec : Καίτη Γαρμπή) (née le 8 juin 1961, à Aigaleo, Athènes) est une chanteuse grecque populaire en Grèce, à Chypre et en Turquie. Sa carrière a débuté en 1987. 
Kéti a commencé sa carrière avec sa sœur Liana dans les « Adelfés Garbí » lorsque Kéti avait quinze ans et Liana 13. En 1993, elle représente la Grèce au Concours Eurovision de la chanson avec Elláda, chóra tou fotós. Elle termine à la 9e place avec 64 points.
Elle s'est mariée en 1997 à Dionisis Schinas et a mis au monde un garçon en 1999.

## Discographie
- 1989 - Prova
- 1990 - Gyalia Karfia
- 1991 - Entalma Silepseos
- 1992 - Tou Feggariou Anapnoes
- 1993 - Os Ton Paradeiso
- 1994 - Atofio Hrysafi
- 1996 - Arhizo Polemo
- 1997 - Evaisthiseis
- 1998 - Hristouyenna Me Tin Keti
- 1999 - Doro Theou
- 2000 - To Kati
- 2000 - Ti Theloune Ta Matia Sou
- 2001 - Apla Ta Pragmata
- 2002 - Remix Plus (CD Single)
- 2002 - Katy Garbi Hit Mix
- 2003 - Mia Kardia
- 2003 - Emmones Idees
- 2004 - Galazio Kai Lefko
- 2005 - Eho Sta Matia Ourano
- 2006 - Pos Allazei O Kairos
- 2008 - Kainourgia egw
- 2011 - Pazl

Elle fera un dernier album live avec Sony avant la fin de son contrat. 

## Duos
Keti a eu plusieurs succès en chantant en duos avec des chanteurs grecs:
- Ánna Víssi in "Kalitera I Dio Mas" - Album: Kravgi
- Antique in "Adiko Kai Krima" - Album: Apla Ta Pragmata/Me Logia Ellinika
- Antónis Rémos in "Asimfonia Haraktiron" - Album: Evaisthiseis
- Antonis Vardis in "I Patrida Mou" - Album: Evaisthiseis
- Christos Dantis in "Spaciba Baby" - Album: Eho Sta Matia Ourano
- Costas Tournas in "Stigmes" - Album: Apla Ta Pragmata
- Dionisis Schinas in "Zisame"- Album: To Kati and "Meiname Monoi" - Album: Pali Edw
- Phivos Delivorias in "O Antras Tis Zois Mou" - Album: Halia
- Giorgos Tsalikis in "Tha Meinei Metaksi Mas" - Album: Mia Kardia
- Natása Theodorídou in "Epitelous" - Album: To Kati
- Stathis Raftopoulos in "Isovios Desmos" - Album: Pos Allazei O Kairos
- Thanos Kalliris in "Erota, Erota Mou" - Album: Ena Psema Gia To Telos
- Tolis Voskopoulos in "Emeis" - Album: Stigmes
- Giannis Vardis in "Poso Tha Thela" - Album: Emmones Idees